# Minamoto no Yoshitsune

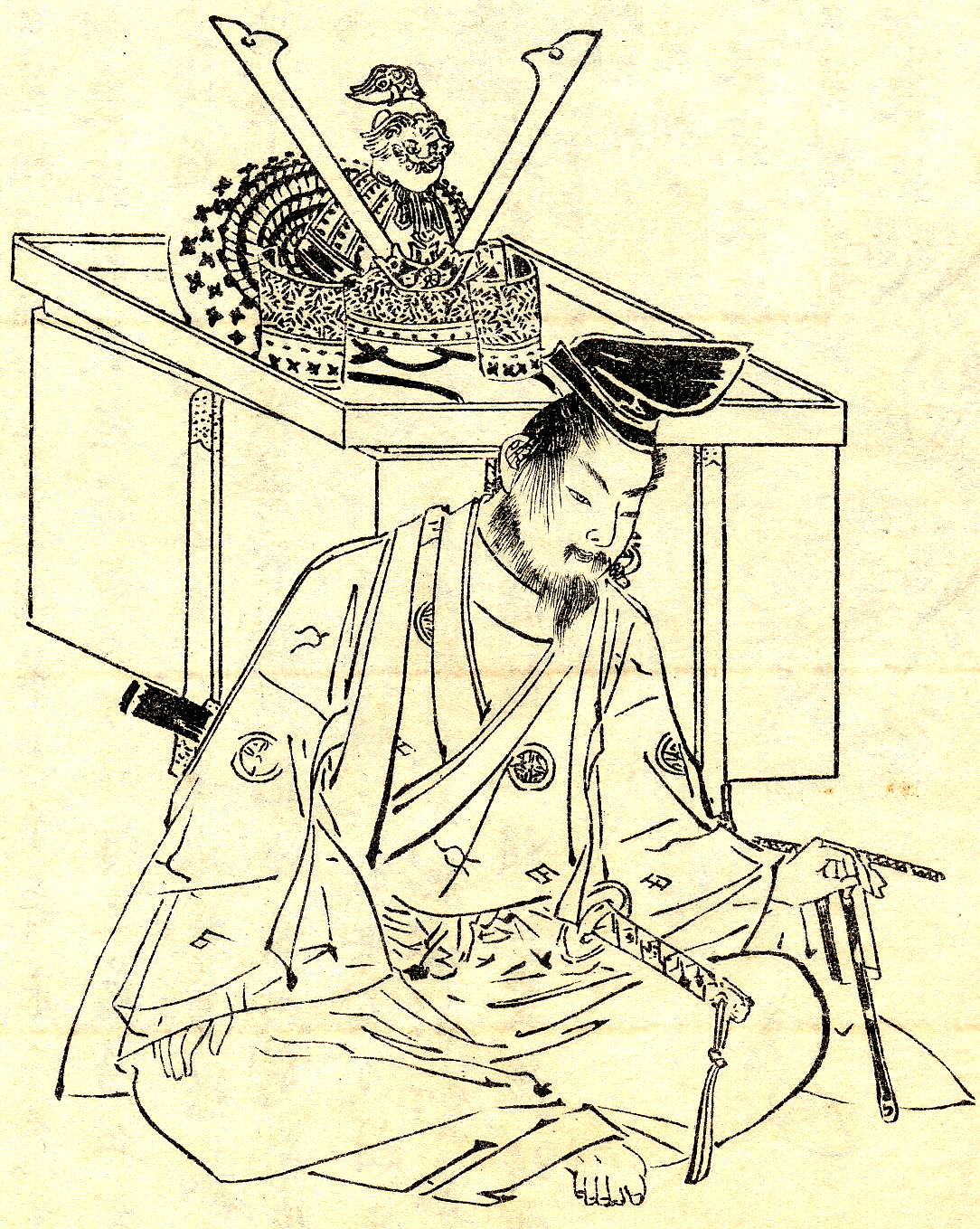
Minamoto no Yoshitsune, Zeichnung von Kikuchi Yōsai (1788–1878).

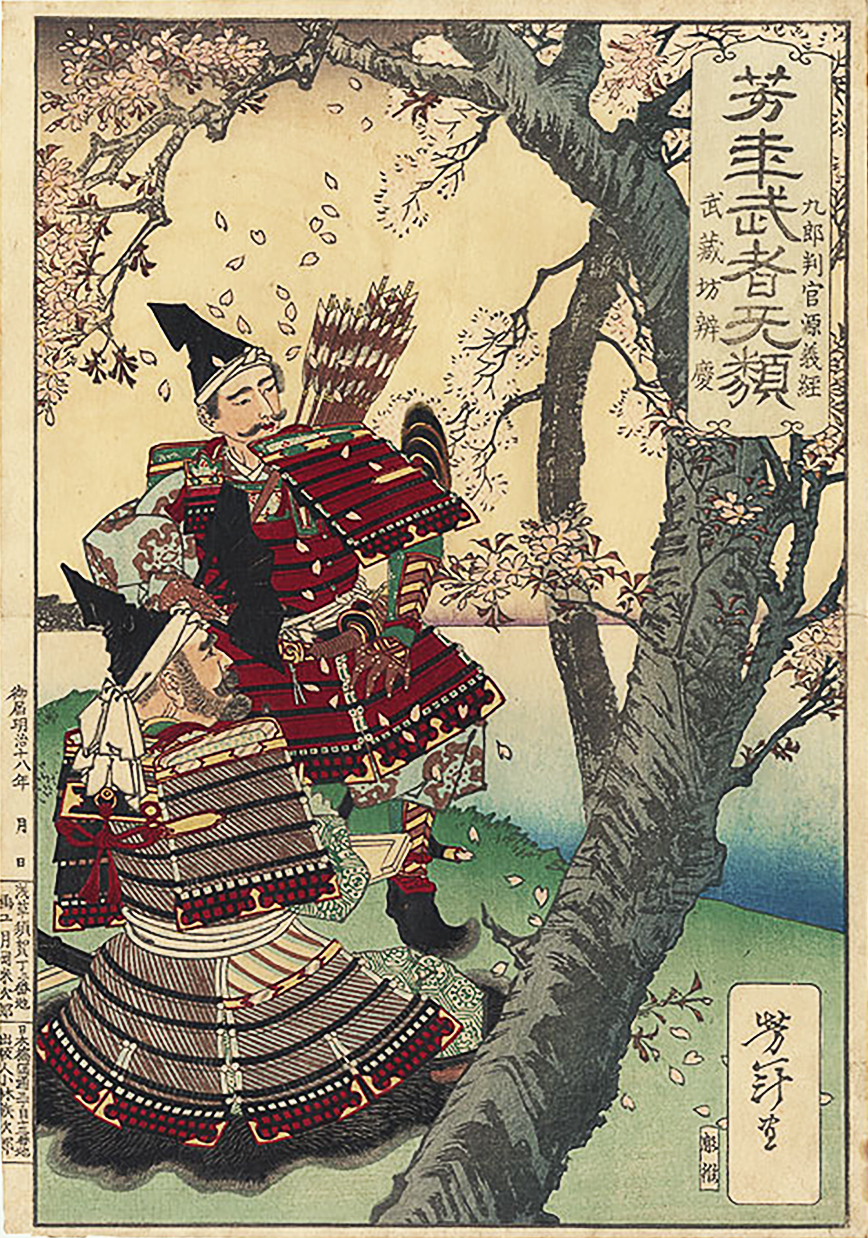
Minamoto no Yoshitsune mit dem Kampfmönch Musashibō Benkei, Darstellung von Yoshitoshi (1839–1892)

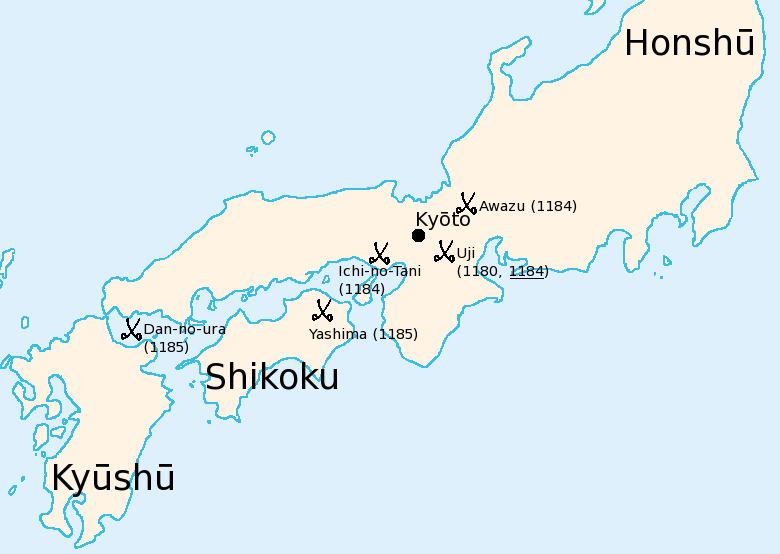
Orte der Schlachten Yoshitsunes im Gempei-Krieg

Minamoto no Yoshitsune (japanisch 源 義経; * 1159; † 15. Juni 1189) war der jüngste Sohn Minamoto no Yoshitomos und ein direkter Nachfahre Tsunemotos (eines Enkels des Seiwa Tennō), der als Erster den Namen Minamoto, im Jahre 961, seinem Todesjahr, erhielt. Er war ein japanischer Feldherr und Halbbruder des Feldherrn Minamoto no Yoritomo.

## Historische Fakten

### Kurze Vorgeschichte
1030 wurde ein Vorfahre Yoshitsunes, Yorinobu, ausgesandt, um eine Revolte der Taira unter Tadatsune zu unterdrücken. Das gelang ihm auch, womit er den Taira Clan im Kantō-Gebiet zu seinen Vasallen machen konnte.
Die berühmtesten Genji/Minamoto vor Yoshitsune und Yoritomo waren wohl Yoriyoshi, der die Revolte der Abe zwischen 1051 und 1062 im so genannten Früheren Neunjährigen Krieg (前九年の役, Zenkunen no eki) niederschlug. Er galt auch als gerechter Fürst und genoss sehr großes Ansehen bei seinen Gefolgsleuten. Das betraf auch seinen Sohn Yoshiie, der schon mit seinem Vater gegen die Abe gekämpft hatte und den Einflussbereich, sowohl was das Land betraf, aber auch die Macht am Hofe, weiter ausbaute. Nach seinem Tod schwand das Ansehen der Minamoto allmählich.
Als 1156 die Hōgen-Rebellion ausbrach, war Yoshitsunes Vater, Yoshitomo, der bedeutendste Genji-General. Es hieß, er sei seinem Großvater Yoshiie sehr ähnlich gewesen. Er kämpfte auf der Seite von Taira no Kiyomori, und Kaiser Go-Shirakawa. Nach dem Krieg waren er und Taira no Kiyomori die mächtigsten Männer Japans. Da Taira no Kiyomori aber vom Kaiser bevorzugt wurde, rebellierte Yoshitomo 1159. In der so genannten Heiji-Rebellion unterlag er jedoch. Die Genji wurden beinahe vernichtet – gegen Ende der Unruhen wurde Yoshitomo von einem Verräter erschlagen und seine beiden ältesten Söhne von den Taira getötet. Sein Sohn Yoritomo wurde in die Izu-Provinz (heute die Präfektur Shizuoka) verbannt und dort unter die Aufsicht der Hojo gestellt. Später verband er sich mit diesen durch seine Heirat mit Hojo Masako. Die Heiji-Rebellion ließ Taira no Kiyomori als mächtigsten Mann Japans zurück.

### Jugend Yoshitsunes
Über die Jugend Yoshitsunes sind wenige Fakten bekannt, dafür ranken sich umso mehr Legenden darum.
Als die Heiji-Rebellion zu Ende war, war Yoshitsune, der zu diesem Zeitpunkt noch den Namen Ushiwaka trug, noch nicht einmal ein Jahr alt. Seine Mutter Tokiwa versuchte, mit ihm und seinen beiden Brüdern Zenjō und Gien, in die Yamato-Provinz zu entkommen, denn die Taira suchten nach allen Söhnen Yoshitomos. Als jedoch ihre Mutter gefangen genommen wurde, ergab sie sich den Taira. Es heißt, dass nur aufgrund ihrer Schönheit, der Taira no Kiyomori erlag, sie und ihre drei Söhne überlebten. Seine beiden Brüder wurden sofort in ein Kloster geschickt und mussten Mönche werden. Als Yoshitsune sieben Jahre alt war, wurde auch er in das Kloster Kurama-dera geschickt und dort zu einem Mönch erzogen. Im Alter von 11 Jahren wurde ihm der Name Shanaō gegeben.
Im gleichen Jahr entdeckte Yoshitsune durch Zufall Chroniken über die Minamoto. Aus ihnen erfuhr er, wer er wirklich war. Seit diesem Zeitpunkt verfolgte er nur noch ein Ziel – seinen Vater zu rächen. So weigerte er sich erfolgreich, sich das Kopfhaar abrasieren zu lassen, das sichtbare Zeichen eines Mönchs. Stattdessen begann er heimlich damit, Schwertkampf zu trainieren, was in der menschenleeren Gegend um Kurama kein Problem war. Im dritten Monat des Jahres 1174 floh Yoshitsune aus dem Tempel und machte sich auf den Weg nach Ōshū im Norden Japans. Auf den Weg dorthin feierte Yoshitsune, im Alter von 14 Jahren, seine Volljährigkeitszeremonie. Während dieser Zeremonie nahm er seinen endgültigen Namen „Minamoto Kurō Yoshitsune“ an, wobei Kurō so viel bedeutete wie „Yoshitsune, neunter Sohn der Minamoto“. Das Oshū-Territorium war im Zuge des „Späteren Dreijährigen Krieges“ an die Fujiwara, angeführt von Fujiwara no Hidehira, gefallen. Yoshitsune wusste, dass er dort Unterschlupf finden würde, da sein Vorfahre Yoshiie und der Großvater Fujiwara Hidehiras zusammen in ebendiesem Krieg gekämpft hatten. Dort blieb Yoshitsune von 1174 bis 1180.
Während dieser Jahre baute Taira no Kiyomori seine Macht immer weiter aus, was dem Ex-Kaiser Go-Shirakawa sehr missfiel, und so kam es dazu, dass am 4. April 1180 Minamoto no Yorimasa, ein 76 Jahre alter, in Heian-kyō lebender Kriegerpoet, zur Rebellion gegen die Taira aufrief. Obwohl diese erste Rebellion schnell niedergeschlagen wurde, folgte Minamoto no Yoritomo diesem Aufruf im August des gleichen Jahres. Als Yoshitsune von der Rebellion seines Bruders hörte, beschloss er, sich ihm anzuschließen, obwohl ihm Fujiwara Hidehira davon abriet.

### Yoshitsune im Gempei-Krieg
Yoshitsune traf am 21. Oktober 1180 mit seinem Bruder zusammen. Das Treffen fand in der Nähe von Kisegawa statt. Von diesem Zeitpunkt an, bis zu seiner Flucht Ende 1185, kann man recht genau nachverfolgen, was Yoshitsune tat. Da die Taira zu diesem Zeitpunkt aus der Gegend vertrieben waren, kehrten die beiden Brüder für die nächsten 3 Jahre nach Kamakura zurück. Dort sicherten sie die Macht in der Kantō-Ebene um das heutige Tokio und in den umliegenden Provinzen. Währenddessen drang ihr Cousin Minamoto Yoshinaka weiter nach Westen gegen die Taira vor. Es gelang ihm recht schnell, diese aus Heian-kyō (heute Kyōto) zu vertreiben. Die Taira und der minderjährige Kaiser Antoku mussten im Juli des Jahres 1183 nach Yashima (heute: Yurihonjō) fliehen. So gab es Ende 1183 drei ungefähr gleich starke Mächte in Japan: Den Clan der Taira im Westen, Minamoto Yoshinaka in den mittleren Provinzen und Heian-kyō, und im Osten Yoritomo und Yoshitsune.
Ende 1183 gebärdete sich Yoshinaka dermaßen barbarisch in Heian-kyō, dass sich der Ex-Kaiser Go-Shirakawa an Yoritomo wandte und ihn bat, Yoshinaka aus der Hauptstadt zu vertreiben. (John W. Hall sagt in dem Band „Das Japanische Kaiserreich“ aus der Reihe Fischers Weltgeschichte allerdings, dass Yoritomo auf die militärischen Erfolge Yoshinakas neidisch gewesen sei.) Daraufhin sandte Yoritomo seine beiden Brüder Yoshitsune und Noriyori gegen Yoshinaka aus, obwohl Yoshitsune noch keine Erfahrung als Heerführer hatte und Noriyori kein militärisches Geschick besaß.
Yoshitsune stand in seiner ersten Schlacht einem sieggewohnten Gegner gegenüber, und er wusste, dass außerdem die Taira auf der anderen Seite der Stadt warteten, jederzeit bereit, die Hauptstadt wieder zu übernehmen. Die Lage wurde verschärft, als Yoshinaka mit den Taira einen Nichtangriffspakt schloss. Doch Yoshitsune schaffte es, Yoshinakas Armee zu teilen, indem sein Onkel Yukiie in Kawachi gegen Yoshinaka zu Felde zog, und er ihn glauben machte, er selbst habe nur 1000 Mann unter seinem Kommando – in Wahrheit waren es wohl zwischen 3000 und 4000.
Yoshinaka wiederum vertraute darauf, dass er Yoshitsune aufgrund natürlicher geografischer Gegebenheiten und von seinen Männern geschaffener Hindernisse zurückschlagen konnte, doch die Krieger aus Ostjapan überwanden schnell und ohne Rücksicht auf Verluste die verbarrikadierten Flüsse um Heian-kyō. Yoshinaka musste sich zurückziehen und wurde in Ōmi von Noriyori gestellt und getötet.
Sofort nach dem Sieg über Yoshinaka baten Yoshitsune und Noriyori (in Yoritomos Namen) Go-Shirakawa um Erlaubnis, die Taira anzugreifen. Unmittelbar nachdem sie die Erlaubnis bekommen hatten, zogen die beiden Genji-Generäle gegen die Taira aus. In der Nähe der heutigen Stadt Kōbe, wo die Taira ihre beiden Festungen Ichi no Tami und Ikuta no Mori errichtet hatten, kam es zur Schlacht. Die Festungen wurden von ca. 20 000 Mann gehalten, ihnen gegenüber standen Yoshitsunes 2 000 bis 3 000 Mann.
Nachdem er eine Niederlage gegen einen kleinen Außenposten der Taira vorgetäuscht hatte, übergab er den Oberbefehl an einen seiner Kommandeure und ritt mit rund 30 Männern über die Berge in den ungeschützten Rücken der Festungen. Als die Schlacht in vollem Gange war, inszenierte er einen Angriff im Rücken der Taira und steckte Gebäude und Bäume in Brand. Die Taira, die sich zwischen zwei feindlichen Einheiten gefangen und von den Flammen ihrer brennenden Festungen bedrängt sahen, flohen trotz ihrer Überzahl, und Yoshitsune errang einen glorreichen Sieg.
Nach diesem Sieg kehrte Yoshitsune nach Heian-kyō zurück, um als Yoritomos Stellvertreter zu agieren. Mit 25 Jahren war er bereits ein gefeierter Held, der vom Hofadel und dem Ex-Kaiser hoch geschätzt wurde. Aber schon zu dieser Zeit wurden Intrigen gegen ihn gesponnen. Deren Urheber war Kajiwara Kagetoki, der von Anfang an gegen Yoshitsune war, und es auf seine Position an der Seite Yoritomos abgesehen hatte. Schon kurz vor der Schlacht um Ichi no Tami war ihr Verhältnis so schlecht, dass Kagetoki sich in Noriyoris Armee versetzen ließ.
Kurz nach dem Sieg über die Taira kehrte Kagetoki nach Kamakura zurück, wo er Yoritomo gegen Yoshitsune aufbrachte, da dieser ihm nicht angemessen gedient habe und angeblich allen Ruhm für sich beanspruchte. So wurde dann Noriyori, auf Yoritomos Wunsch hin, für seine Verdienste auf dem Schlachtfeld belohnt, während Yoshitsune leer ausging.
Der Ex-Kaiser Go-Shirakawa sah darin die Möglichkeit, einen Keil zwischen die beiden Brüder zu treiben, und verlieh Yoshitsune einige Wochen später dann auf eigene Faust die entsprechenden Ränge. Dies brachte die Brüder gegeneinander auf, obwohl Yoshitsune Yoritomo verdeutlichte, dass er die Ernennung unmöglich hatte ablehnen können. Yoritomo entband ihn daraufhin von seinem Kommando, so dass Noriyori gegen die Taira nun alleine ins Feld zog.
Aufgrund seiner Inkompetenz hatte Noriyori wenig Erfolg gegen die Taira, unter anderem, da er zuerst gegen die zweite Basis unter dem Kommando von Tomomori auf Kyūshū zog anstatt gegen die Hauptbasis bei Yashima. 1185 waren Noriyoris Truppen fast aufgerieben und demoralisiert, und Yoritomo beschloss, Yoshitsune wieder als Kommandant einsetzen. Yoshitsune ließ Kyūshū und Tomomori links liegen und marschierte gegen Yashima, wo zudem der Kindkaiser Antoku seinen Palast hatte.
Yashima war auf einer Seite vom Meer und auf der anderen Seite von Steilhängen begrenzt. Yoshitsune wollte aus zwei Gründen von der Landseite aus angreifen: Erstens schätzte er – anscheinend zu Recht – die Kampfkraft seiner Krieger zu Pferde höher ein als zu Fuß von Schiffen aus, und zweitens würde niemand mit einem Angriff von den Steilhängen her rechnen. Er setzte mit 150 Mann über und startete am 19. Februar einen Überraschungsangriff auf die Basis bei Yashima. Die Überraschung gelang perfekt und Yoshitsune konnte trotz der haushohen Überlegenheit der Taira einen schnellen Sieg über die Verteidiger davontragen.
Am 21. Februar zogen sich die Taira von Yashima aus nach Kyūshū zurück. Als tags darauf Kajiwara Kagetoki mit den restlichen Streitkräften eintraf, gab es keine Feinde mehr, die man hätte bekämpfen können, was Yoshitsune nicht nur Freunde unter den Samurai einbrachte. Vor allem Kagetoki sah sich um seine Chance gebracht, gegen die Taira zu kämpfen, und warf Yoshitsune vor, er beanspruche allen Ruhm und alles Lob für sich allein.
Nach einem Monat Vorbereitungen zogen die Genji schließlich in die entscheidende Seeschlacht von Dan-no-ura. In dieser Zeit gerieten Yoshitsune und Kagetoki so heftig aneinander, dass sie beinahe mit den Schwertern aufeinander losgegangen wären. Die Schlacht fand am 24. März statt. Nach dem Gezeitenwechsel, der den bisherigen Vorteil der Taira negierte, konnte Yoshitsune die Schlacht schnell gewinnen.
In dieser Schlacht ertrank Kaiser Antoku, und mit ihm versank jenes Schwert in der Inlandssee, das mit dem Juwel und dem Spiegel die drei heiligen Throninsignien Japans darstellte. Antokus Mutter und der Taira-General Munemori konnten gefangen genommen werden. Nach dieser Schlacht war Yoritomo der unumstrittene Herr über Japan.

### Verbannung und Tod
Nach den Siegen von Yashima und Dan-no-Ura fürchtete Yoritomo wohl, dass sein Bruder Yoshitsune mächtiger würde als er. Diese Befürchtungen wurden von Kagetoki noch geschürt. Sowohl Noriyori als auch Yoshitsune hatten für ihre Feldzüge ältere Krieger als Berater zur Seite gestellt bekommen, aber während Noriyori jeden Schritt mit seinem Berater abklärte, entschied Yoshitsune allein für sich und ließ Kagetoki fast kein Mitspracherecht.
Nachdem Yoshitsune triumphierend nach Heian-kyō zurückgekehrt war und dort eine Tochter aus dem Hofadel geheiratet hatte, gab Yoritomo den Befehl, dass Beamte des Bakufu (Shōgunat, Militärregierung) Yoshitsune nicht weiter zu gehorchen hatten, obwohl dieser immer noch der offizielle Vertreter des Kamakura-Bakufu in der Provinz war. Als Yoshitsune von Yoritomos wachsendem Misstrauen und steigender Verärgerung erfuhr, sandte er mehrere schriftliche Loyalitätsschwüre nach Kamakura, und als diese alle abschlägig beantwortet wurden, reiste er selbst dorthin. Allerdings wurde ihm der Einlass verwehrt und er musste in Sakai Quartier beziehen. Schließlich wandte er sich am 24. April mit dem berühmten „Koshigoe-Brief“ an seinen Bruder, aber auch dieser letzte Versuch schlug fehl. Stattdessen wurde ihm befohlen, nach Heian-kyō zurückzukehren, was er am 9. Juni tat. Vier Tage später nahm Yoritomo 24 Lehen wieder in seinen Besitz, die er zuvor Yoshitsune geschenkt hatte. Am 9. Oktober 1185 verurteilte Yoritomo Yoshitsune zum Tod, der so ein gejagter Mann wurde.
Am 17. Oktober wurde Yoshitsune in Kyōto angegriffen, doch obwohl zahlenmäßig unterlegen konnte er mit Hilfe seines Onkels Yukiie die Attacke abwehren. Die Attentäter wurden am 26. Oktober in Kurama von Yoshitsunes ehemaligen Klosterbrüdern gefangen und getötet. Als kurz darauf das Bakufu militärisch gegen ihn vorgehen wollte, bat Yoshitsune für sich und Yukiie um Gouverneursposten in Kyūshū und Shikoku, und zog am 3. November friedlich aus Kyoto ab. Die nächsten beiden Tage kämpften sie sich den Weg nach Settsu frei, um dort mit Schiffen überzusetzen, allerdings gerieten sie in einen Sturm, in dem mehr als die Hälfte ihrer Flotte sank. Sie konnten sich gerade noch an die Küste von Izumi retten.
Dort trennten sich Yoshitsune und Yukiie, und während sich Yukiie noch sechs Monate offiziell in der Gegend aufhielt, bis er gefangen genommen und getötet wurde, tauchte Yoshitsune schon am nächsten Tag unter. Als Yoritomo von Yoshitsunes Flucht und Verschwinden hörte, kehrte er nach Kamakura zurück und versäumte nicht, Funktionsträger am Kaiserhof und in den westlichen Provinzen, die Yoshitsune treu waren oder mit diesem sympathisierten, durch eigene Vertrauensleute zu ersetzen.
Trotz gründlicher Nachforschungen blieb Yoshitsune für Yoritomo unauffindbar, erst als Ende 1186 immer mehr Truppen nach ihm suchten, musste sich Yoshitsune aus der Gegend um Heian-kyō zurückziehen. Und wieder schlug er auf der Flucht den Weg nach Norden, nach Ōshu, ein, zu seinem alten Freund Fujiwara Hidehira. Und wie schon rund zehn Jahre zuvor gewährte ihm dieser Unterschlupf. Doch Yoritomo erfuhr, wo sich Yoshitsune aufhielt, und sandte eine Nachricht an Hidehira, in der er ihn aufforderte, Yoshitsune auszuliefern. Hidehira widersetzte sich diesem Befehl, und solange Yoshitsune Hidehiras Unterstützung hatte, wagte Yoritomo es nicht, im Hinblick auf dessen militärisches Genie, gegen seinen Bruder in den Krieg zu ziehen. Erst nach Hidehiras Tod 1188 wurde Yoshitsunes Position unsicher.
Im April 1189 brach Hidehiras Sohn die Treue seines Hauses zu Yoshitsune. Dieser verschanzte sich in seiner Festung und beging im Augenblick der Niederlage gegen eine erdrückende Übermacht zusammen mit seiner Familie und einer Anzahl Getreuer Selbstmord. Am 13. Juni kam schließlich ein Bote nach Koshigoe und überreichte den beiden Oberhäuptern, Wada Yoshimori und Kajiwara Kagetoki, in einem schwarz lackierten, mit süßem Sake gefüllten Behälter den Kopf Yoshitsunes. Angeblich soll keiner der Anwesenden Krieger diesen Anblick ertragen haben, nicht einmal Kagetoki.

## Legenden und Mythen
Aus einem so kurzem, aber sehr interessanten Leben lässt sich natürlich sehr leicht ein Mythos schaffen, und so ist es auch geschehen. Schon während oder kurz nach Yoshitsunes Lebzeiten entstand die Bezeichnung Hōgan Biiki, was so viel bedeutet wie Sympathie für den Underdog. Hōgan deswegen, weil Yoshitsunes voller Name Minamoto Kurō Hōgan Yoshitsune lautete, Hōgan ist ein Titel, den er nach der Befreiung Kyōtōs erhalten hatte. Dieses Hōgan Biiki war vor allem dafür verantwortlich, dass Yoshitsunes Geschichte sich immer weiter zu einer Legende und schließlich zu einem Mythos entwickelte. Gerade während der Muromachi-Zeit, in der sich die Legende um Yoshitsune zu entwickeln begann, wurde großer Wert auf die nationalen, alten, japanischen Werte gelegt, und diese vorbehaltlos übernommen, was dem Ruf Yoshitsunes natürlich förderlich war. So wurde die Geschichte von den Schriftstellern dieser Zeit in allen literarischen Formen interpretiert, in Kriegsgeschichten, wie dem Taiheiki, im Nō-Theater, im Kōwakamai (Tanztheater) und in Otogi Zōshi/Chūsei Shōsetsu den Kurzgeschichten. Wenn in dieser Zeit auch wenig Neues geschaffen wurde, so wurden doch die alten Geschichten endlich schriftlich fixiert und so der Nachwelt überliefert.
Die Legende um Yoshitsune kann man in zwei Hauptarten unterteilen. Die erste, kleinere, besteht aus sechs Geschichten, die von Yoshitsunes Taten während seiner Zeit als Genji-General berichten. Alle diese Geschichten kommen im Heike Monogatari und im Gempei Seisuiki vor. Die Quellen sind relativ verlässlich und stammen wohl aus der Kamakura-Zeit. Ein Teil davon ist besonders interessant, da sie Yoshitsunes Charakter näher beleuchten. In ihnen wird er als militärisches Genie beschrieben, als ein Krieger, wagemutig und furchtlos, aber auch als ein typischer junger Mann mit ebenso typischen Stärken und Schwächen. Er war loyal, freundlich und zuvorkommend zu seinen Freunden, er legte Wert auf soziale Bindungen, aber er konnte auch arrogant, taktlos und hitzköpfig sein.
Die zweite, weitaus umfangreichere Art von Geschichten um Yoshitsune entstand in der Muromachi-Zeit. Zwar wurden auch während der Edo-Zeit viele Geschichten geschrieben, allerdings sind diese inhaltlich kaum von Bedeutung. Die Geschichten aus der Muromachi-Zeit muss man auch noch einmal in zwei Kategorien unterteilen, die erste, „Ushiwaka-Gruppe“ genannte, behandelt den Zeitraum von Yoshitsunes Kindheit bis zu seinem Zusammentreffen mit Yoritomo. Die zweite handelt von Yoshitsunes Erlebnissen nach dem endgültigen Bruch mit seinem Halbbruder.
In den beiden Kategorien wird Yoshitsune unterschiedlich beschrieben. So wird er in den „Ushiwaka“-Geschichten sowohl mit den typischen Charakterzügen eines Hofadligen (Flöte spielen, eine alles überragende Schönheit, Verführung zahlloser junger Frauen etc.) beschrieben, als auch mit den klassischen Kriegerqualitäten, wie Mut, Geschick, Kraft, und Durchsetzungsvermögen, und das trotz seiner Jugend. Diese Qualitäten waren auch nötig, um seine späteren militärischen Erfolge zu erklären.
Genauso einmalig wie die kriegerischen Qualitäten sind in der „Ushiwaka-Gruppe“ die Shintō-Geister und Dämonen, von denen der junge Yoshitsune gelernt haben soll, mit dem Schwert umzugehen, oder wie man eine Armee führt. Auch versprachen ihm einige dieser Geister angeblich, ihn sein Leben lang zu beschützen. Durch diese übernatürlichen Lehrmeister versuchte man Yoshitsunes überragende Schwertkunst und sein militärisches Genie zu erklären. Ebenso ist in diesen Geschichten Yoshitsune allein der bestimmende Charakter.
In der zweiten Gruppe wird auf die kriegerischen Qualitäten vollkommen verzichtet. So wird Yoshitsune in ihnen nur noch als der typische Aristokrat am Hof der Heian-Zeit beschrieben, denn nach der Schlacht von Dan-no-Ura war er an keinen wichtigen Kämpfen mehr beteiligt. Genauso fehlen die Geister aus den Geschichten über Yoshitsunes Jugend. In den Erzählungen über seine Flucht nimmt er nur noch eine passive Rolle ein, während seine Verbündeten die Fäden in der Hand halten. Diese Entwicklung liegt wohl darin begründet, dass in der Muromachi-Zeit der Hofadel der Heian-Zeit immer noch als das kulturelle Ideal galt, und dieser weltfremde kulturelle Glanz stand in krassem Gegensatz zu der auf das Hier und Jetzt ausgerichteten Philosophie des Schwertadels. Durch diese Charakterisierung Yoshitsunes als typischen Hofadligen der Heian-Zeit wird er über die anderen Krieger seiner Zeit gestellt.
Es wurde der Versuch unternommen, die Legenden über Yoshitsune komplett in einem gleichnamigen Buch zusammenzufassen. Aber auch im Heike Monogatari und dem Soga Monogatari wird über Yoshitsune berichtet. Von ca. 240 Nō-Stücken gehen 50–60 auf Heldengeschichten zurück, auf Yoshitsune allein ca. 30. Von insgesamt 44 Kōwakanomai handeln allein 14 nur über Yoshitsune. Kurzgeschichten wurden über beinahe jedes Thema geschrieben. Von den 16, die von Helden der japanischen Geschichte erzählen, handeln 8 von Yoshitsune. Im Jahre 2005 strahlte das japanische Fernsehen zudem ein sog. Taiga-Dorama mit insgesamt 49 Folgen aus, das den Titel „Yoshitsune“ trägt. In dieser Serie wurde, mit einem riesigen Staraufgebot japanischer Medienberühmtheiten, das Leben des Kurō Yoshitsune inszeniert, und sie wurde ein riesiger Quotenhit.
Die genannten Zahlen machen deutlich, wie wichtig die tragische Figur des Minamoto Kurō Hōgan Yoshitsune für die japanische Geschichte, Kultur und Literatur war und ist.
Der Asteroid des mittleren Hauptgürtels (3178) Yoshitsune ist nach ihm benannt.

## Shintō
Yoshitsune wird in mindestens fünf Shintō-Schreinen als Kami verehrt: im Yoshitsune-sha im Hiratori-mura auf Hokkaidō, im Yorohi-Schrein (Tozawa, Präfektur Yamagata), im Nonami-Schrein (Saga, Präfektur Saga), im Kumano-Schrein (Yamamato-gun, Präfektur Akita) und im Shirahata-Schrein (Fujisawa, Präfektur Kanagawa), wo angeblich sein Kopf begraben sein soll. Außerdem wird er auf Hokkaidō von Ainu unter dem Namen Gikyō-dai-myōjin verehrt.